# دينورفين
الدينورفينات (بالإنجليزية: Dynorphins)‏ هي فئة من الببتيدات الأفيونيدية التي تنشأ من البروتين الأولي دينورفين أولي [الإنجليزية]. حين يُقص الدينورفين الأولي أثناء المعالجة بواسطة محولة البروتين الأولي 2 [الإنجليزية] (PC2) تنتج عدة ببتينات نشطة هي: دينورفين أ [الإنجليزية]، دينورفين ب [الإنجليزية]، ألفا-نيوإندورفين [الإنجليزية] وبيتا-نيوإندورفين [الإنجليزية]. يحفز زوال استقطاب العصبون المحتوي على الدينورفين الأولي معالجته بواسطة PC2، وتحدث المعالجة في الحويصلات المشبكية في النهاية قبل المشبكية. في بعض الأحيان لا يُعالج الدينورفين الأولي كليا ويؤدي ذلك إلى إنتاج دينورفين كبير [الإنجليزية]. الدينورفين الكبير مركب طوله 32 حمض أميني ويتكون من الدينورفين أ والدينورفين ب.
يحتوي كل من الدينورفين أ والدينورفين ب والدينورفين الكبير على نسبة كبيرة من الأحماض الأمينية القاعدية وبالتحديد الليسين والأرجنين (29.4% و23.1% و31.2% على التوالي) ويحتوون على العديد من الأحماض الأمينية الكارهة للماء (41.2% و30.8% و34.4% على التوالي). رغم أن الدينورفينات تتوزع بشكل واسع في مختلف أنحاء الجهاز المركزي إلا أنها تكون بأعلى التراكيز في: تحت المهاد، النخاع المستطيل الجسر، الدماغ المتوسط والنخاع الشوكي. تُخزَّن الدينورفينات في حويصلات كثيفة اللب كبيرة (80-120 نانومتر) وهي كبيرة بقدر معتبر مقارنة بالحويصلات التي تخزن النواقل العصبية. تختلف هذه الحويصلات كثيفة اللب عن الحويصلات المشبكية القصيرة في أنها تتطلب منبها أكثر حدة ولمدة أطول كي يجعلها تحرر محتواها في الشق المشبكي. من سمات الببتيدات الأفيونيدية أنها غالبا ما تخزن في الحويصلات كثيفة اللب.

## تاريخ
جاءت الأدلة الأولى على وظيفة الدينورفينات من غولدشتاين وزملائه. في بحثهم حول الببتيدات الأفيونيدية. اكتشفت المجموعة ببتيدا أفيونيديا داخلي المنشأ في الغدة النخامية لخنزير صعب عليهم استخلاصه. وبتحديد تسلسل الـ13 حمضا أمينيا الأولى، قاموا بتركيب نسخة مصطنعة من الببتيد بنفس فعالية الببتيد الطبيعي. بعد ذلك قام غولدشتاين وزملائه بتطبيق الببتيد على العظلة الطولانية للفائفي الكابياء ووجدوا أنه ببتيد أفيونيدي قوي جدا. سُمي دينورفين بهذا الاسم من الكلمة الإغريقية "dynamis" التي تعني القوة لوصف مدى فعاليته.

## الوظيفة
تمارس الدينورفينات تأثيراتها في المقام الأول عبر مستقبل الأفيونيد كابا وهو مستقبل مقترن بالبروتين ج. حُدِّد نوعان فرعيان من مستقبل كابا هما كابا 1 وكابا 2. رغم أن كابا هو المستقبل الرئيسي لجميع الدينورفينات ، إلا أنها تملك بعض الألفة لمستقبل الأفيونيد مو ومستقبل الأفيونيد دلتا ومستقبل الغلوتامات الذي يستقبل نمدا [الإنجليزية] (مستقبل نمدا). تبدي الدينورفينات انتقائية مختلفة للمستقبلات وفعاليات مختلفة كذلك. يملك الدينورفين الكبير والدينورفين أ نفس الانتقائية لمستقبل كابا البشري لكن الدينورفين أ أكثر انتقائية لكابا بدلا عن مو أو دلتا مقارنة بالدينورفين الكبير. الدينورفين الكبير أكثر فعالية في كابا من الدينورفين أ. وكلاهما (الدينورفين الكبير والدينورفين أ) أكثر فعالية وأكثر انتقائية من الدينورفين ب.